# Nascido para Matar
Nascido para Matar (no original: Full Metal Jacket) é um filme anglo-americano dos gêneros guerra e drama, dirigido, co-escrito e produzido por Stanley Kubrick e estrelado por Matthew Modine, Lee Ermey, Vincent D'Onofrio e Adam Baldwin; o roteiro de Kubrick, Michael Herr e Gustav Hasford foi baseado no romance de Hasford The Short-Timers, publicado em 1979.
O enredo segue um pelotão de fuzileiros navais dos Estados Unidos através de seu treinamento no Campo de Treinamento da Marinha da Carolina do Sul, concentrando-se principalmente em dois soldados particulares, Joker e Pyle, que lutam com seu instrutor linha-dura abusivo, o sargento Hartman, e as experiências de dois fuzileiros navais do pelotão nas cidades vietnamitas de Da Nang e Huế durante a Ofensiva do Tet em plena Guerra do Vietnã. O título original do filme Full Metal Jacket é inspirado num tipo de munição militar, em que o projétil de chumbo é "encamisado" por uma liga metálica mais resistente.
Nascido para Matar recebeu elogios da crítica e uma indicação ao Óscar de Melhor Roteiro Adaptado por Kubrick, Herr e Hasford. É considerado um dos grandes filmes sobre a Guerra do Vietnã, juntamente com Platoon e Apocalypse Now, e um dos melhores filmes do cinema da década de 1980, com uma posição que pode ser interpretada como sendo anti-guerra. Em 2001, o American Film Institute listou o filme na posição #95 na lista "AFI's 100 Years...100 Thrills".

## Enredo
Durante o envolvimento dos Estados Unidos na Guerra do Vietnã, um grupo de recrutas chega ao campo de treinamento da Ilha Parris, na Carolina do Norte. O rígido instrutor de treinamento, Hartman, emprega métodos vigorosos para transformar os recrutas em fuzileiros navais prontos para o combate. Entre os recrutas está Leonard Lawrence, um homem atrapalhado e com excesso de peso, a quem Hartman chama de "Recruta Pyle", e também o esperto J.T. Davis, que recebe o nome de "Joker" depois de interromper o discurso de Hartman com uma imitação de John Wayne.[carece de fontes?]
Quando Pyle mostra ineptidão no treinamento básico, Hartman convoca Joker para instruí-lo. Sob a supervisão de Joker, Pyle começa a melhorar, mas Hartman descobre uma rosquinha de geleia escondida na gaveta destrancada de Pyle; culpando o pelotão pelas infrações de Pyle, Hartman adota uma política de punição coletiva: ele punirá o pelotão inteiro por cada erro que Pyle cometer. Uma noite, os recrutas espancam Pyle em um trote em que Joker participa com relutância. Depois disso, Pyle parece se reinventar como um recruta dedicado, demostrando notória experiência em tiro ao alvo nos treinos; isso impressiona Hartman, mas preocupa Joker, que percebe que Pyle está conversando com seu rifle e acredita que ele pode estar sofrendo um transtorno mental.[carece de fontes?]
Os recrutas se formam e recebem suas atribuições de Especialidade Militar para partirem pra guerra. Joker é designado como jornalista militar, enquanto a maioria dos outros, incluindo Pyle, é designada para Infantaria. Durante a última noite do pelotão no alojamento, Joker encontra Pyle no banheiro particular de Hartman portando seu rifle e recitando em voz alta o "Credo do Rifle"; isso acorda o pelotão e Hartman, que confronta Pyle e ordena que ele entregue o rifle. Pyle mata Hartman com um tiro e depois comete suicídio atirando em sua boca, enquanto Joker assiste a cena impotente e horrorizado.[carece de fontes?]
Em janeiro de 1968, Joker, agora sargento, é correspondente de guerra em Da Nang, então Vietnã do Sul, pelo jornal Stars and Stripes com o soldado de primeira classe "Rafterman", um fotógrafo de combate; ao ver que Joker porta sua própria arma, Rafterman afirma querer entrar em combate em vez de ficar apenas tirando fotos. Na base da Marinha, Joker é ridicularizado por sua falta de olhar de mil jardas, indicando sua falta de experiência em guerra. Eles são interrompidos no início da Ofensiva do Tet, quando o Exército do Vietnã do Norte tenta, sem sucesso, invadir a base.[carece de fontes?]
No dia seguinte, a equipe de jornalismo é informada sobre os ataques inimigos em todo o Vietnã do Sul; Joker é enviado para Phu Bai, acompanhado por Rafterman. Ao chegarem lá, eles conhecem o Esquadrão Lusthog, onde Joker se reúne com "Cowboy", com quem ele passou por um treinamento básico na Ilha Parris. Joker acompanha o esquadrão durante a Batalha de Huế, onde o comandante de pelotão "Touchdown" é morto pelo inimigo. Depois que os fuzileiros navais declaram a área segura, uma equipe de jornalistas e repórteres americanos entra em Huế para entrevistar vários fuzileiros navais sobre suas experiências no Vietnã e suas opiniões sobre a guerra.[carece de fontes?]
Enquanto patrulha Huế, "Crazy Earl", o líder do esquadrão, é morto por uma armadilha feita pelos inimigos, deixando Cowboy no comando. O esquadrão fica perdido e Cowboy ordena o soldado "Bola Oito" a explorar a área; um franco atirador do Viet Cong fere os soldados Bola Oito e "Doc Jay", frustrando o esquadrão. Acreditando que o franco-atirador está atraindo o esquadrão para uma emboscada, Cowboy tenta pedir o reforço de um tanque pelo rádio, sem sucesso. O metralhador do esquadrão, "Animal Mother", desobedece às ordens de Cowboy de recuar e tenta salvar seus camaradas; ele descobre que há apenas um atirador de elite, mas Doc Jay e Bola Oito são mortos quando Doc Jay tenta indicar a localização do atirador. Enquanto pede apoio, Cowboy é baleado e morto por algum inimigo localizado escondido do alto de um edifício.[carece de fontes?]
Animal Mother assume o comando do esquadrão e lidera um ataque sorrateiro ao atirador. Joker descobre o atirador, uma adolescente, e tenta matá-la, mas seu rifle falha e a alerta para sua presença; Rafterman atira na atiradora, ferindo-a mortalmente. À medida que o esquadrão converge, a atiradora implora ao esquadrão que atire nela, provocando uma discussão sobre matá-la ou deixá-la sofrer. Animal Mother decide permitir um tiro de misericórdia somente se Joker o fizer; depois de alguma hesitação, Joker atira nela. Os fuzileiros navais o parabenizam por tê-la matado enquanto Joker olha a distância. Os soldados então marcham em direção ao acampamento, cantando a "Marcha do Mickey Mouse". Joker afirma numa narração que, apesar de estar "em um mundo de merda", ele está feliz por estar vivo e não ter mais medo.[carece de fontes?]

## Elenco
- Matthew Modine como o soldado/sargento J. T. "Joker" Davis, um jovem recruta inteligente. Modine escreveu um diário durante as filmagens que mais tarde foi adaptado para um livro em 2005.[8]
- Vincent D'Onofrio como o soldado Leonard "Pyle" Lawrence, um recruta com excesso de peso e mente lenta que é alvo de zombaria de Hartman. D'Onofrio ficou sabendo das audições para o filme através de Modine. Usando uma câmera de vídeo alugada e vestindo uniforme do exército, D'Onofrio gravou sua própria audição. Apesar de Kubrick dizer que Pyle era "o personagem mais difícil de se interpretar em todo o filme", ele rapidamente respondeu a D'Onofrio, dizendo ao ator que havia conquistado o papel.[9] Para fazer o papel de Pyle, D'Onofrio foi obrigado a ganhar 32 kg de peso (70 libras).[10][11]
- Lee Ermey como o sargento de artilharia Hartman, o instrutor de treinamento arrogante do campo de treinamento da Ilha Parris. Ermey serviu como instrutor da marinha estadunidense durante a Guerra do Vietnã e usou essa experiência para realizar grande parte do seu diálogo no filme.[12][13]
- Adam Baldwin como Animal Mother, um artilheiro com fome de combate que se orgulha de matar soldados inimigos. Arnold Schwarzenegger foi considerado originalmente para o papel, mas ele recusou para atuar em The Running Man.[14]
- Arliss Howard como soldado/sargento Cowboy, membro do esquadrão Lusthog e amigo de Joker.
- Kevyn Major Howard como Rafterman, fotógrafo de combate do jornal militar.
- Dorian Harewood como Bola Oito (em inglês, Eightball), um membro do esquadrão.
- Tim Colceri como Doorgunner, um artilheiro de helicóptero implacável que sugere que Joker e Rafterman escrevam uma história sobre ele no jornal.[15] Colceri, um ex-fuzileiro naval, foi escalado para interpretar Hartman, um papel que acabou por ser de Ermey. Kubrick, então, deu-lhe um papel menor como artilheiro de porta de helicóptero.[16]

Personagens adicionais incluem Ed O'Ross como tenente Walter J. "Touchdown" Schinoski, o primeiro líder de pelotão do Esquadrão Lusthog, John Terry como tenente Lockhart (o editor do jornal militar Stars and Stripes) e Bruce Boa como Coronel Poge (o coronel que contesta Joker por ele usar um símbolo de paz na sua blusa). Stanley Kubrick e sua filha Vivian fizeram aparições não creditadas como dois fotógrafos em um massacre no Vietnã.

## Produção

### Desenvolvimento
Stanley Kubrick entrou em contato com Michael Herr, autor do livro de memórias da Guerra do Vietnã, Dispatches (1977), na primavera de 1980 para discutir um trabalho de um filme sobre o Holocausto, mas acabou descartando essa ideia em favor de um filme sobre a Guerra do Vietnã. Eles se conheceram na Inglaterra e o diretor disse a Herr que ele queria fazer um filme de guerra, mas ainda tinha que encontrar uma história para adaptar para o cinema. Kubrick descobriu o romance de Gustav Hasford, The Short-Timers (1979), enquanto lia um artigo do Virginia Kirkus Review. Herr leu o livro ainda num formato de esboço e o considerou uma obra-prima. Em 1982, Kubrick leu o romance duas vezes, concluindo que "era um livro único e absolutamente maravilhoso" e decidiu, junto com Herr, adaptá-lo para um filme. Segundo Kubrick, ele foi atraído pelo diálogo do livro, achando-o "quase poético em sua qualidade esculpida e gritante". Em 1983, Kubrick começou a realizar pesquisas para o filme, assistindo a cenas de outras produções e documentários anteriores, lendo jornais vietnamitas em microfilme da Biblioteca do Congresso e estudando centenas de fotografias da época. Inicialmente, Herr não estava interessado em revisitar suas experiências na Guerra do Vietnã e Kubrick passou três anos convencendo-o a participar do projeto telefonando várias vezes para ele até ele aceitar.
Em 1985, Kubrick contatou o próprio autor de The Short-Timers, Hasford, para trabalhar no roteiro com ele e Herr e frequentemente conversava com Hasford no telefone três a quatro vezes por semana, durante horas a fio. Kubrick já havia escrito um tratamento detalhado e ele e Herr se reuniam na casa do diretor todos os dias, dividindo o tratamento em cenas. A partir disso, Herr escreveu o primeiro rascunho. O cineasta temia que o título do livro pudesse ser interpretado erroneamente pelo público como se referindo a pessoas que fizeram apenas meio dia de trabalho e o mudou o nome para para Full Metal Jacket depois de descobrir a frase enquanto passava por um catálogo de armas. Após a conclusão do primeiro rascunho, Kubrick telefonou para Hasford e Herr e eles lhe enviaram suas submissões a Kubrick; o diretor os leu, editou e, em seguida, a equipe repetiu o processo. Nem Hasford nem Herr sabiam quanto ele havia contribuído para o roteiro, o que levou a uma disputa pelos créditos finais. Hasford lembra: "Nós éramos caras em uma linha de montagem na fábrica de automóveis. Eu estava colocando um Widget e Michael estava usando outro Widget e Stanley era o único que sabia que isso acabaria sendo um carro". Herr diz que o diretor não estava interessado em fazer um filme anti-guerra, mas "ele queria mostrar como é a guerra".
Em algum momento, Kubrick queria conhecer Hasford pessoalmente, mas Herr desaconselhou isso, descrevendo o autor de The Short-Timers como um "homem assustador" e acreditando que ele e Kubrick não "se dariam bem". No entanto, Kubrick insistiu e todos se encontraram na casa de Kubrick na Inglaterra para um jantar; o encontro acabou não dando certo e Hasford não se encontrou com Kubrick novamente.

### Sobre o elenco
Por meio da Warner Bros., Kubrick anunciou uma pesquisa nacional de elenco nos Estados Unidos e no Canadá. O diretor usou várias fitas de vídeo para auditar os atores e recebeu mais de três mil inscrições. Sua equipe examinou todas as fitas, deixando oitocentas delas para Kubrick revisar pessoalmente.:461
O ex-instrutor da marinha dos Estados Unidos Lee Ermey, originalmente contratado como consultor técnico, perguntou a Kubrick se ele poderia fazer um teste para o papel de Hartman. Kubrick viu um retrato de Ermey quando este interpretou o sargento Loyce em The Boys in Company C (1978) e disse ao ex-fuzileiro naval que ele não era cruel o suficiente para interpretar o personagem. Ermey improvisou um diálogo ofensivo contra um grupo de fuzileiros navais reais que estavam sendo considerados para os fuzileiros navais de segundo plano no filme para demonstrar sua capacidade de interpretar o personagem, bem como para mostrar como um instrutor de recrutas explica a individualidade de novos soldados.:462 Ao assistir a fita de vídeo dessas sessões, Kubrick deu a Ermey o papel, percebendo que ele "era um gênio fazendo isso". Kubrick também incorporou a transcrição de duzentas e cinquenta páginas dos discursos de Ermey no roteiro.:462–463 A experiência de Ermey como instrutor de recrutas durante a Guerra do Vietnã mostrou-se inestimável; Kubrick estimou que Ermey escreveu cinquenta porcento de seu próprio diálogo, especialmente os insultos.
Enquanto Ermey praticava suas falas em uma sala de ensaios, o assistente de Kubrick, Leon Vitali, jogava bolas de tênis e laranjas nele; Ermey teve que pegar a bola e jogá-la de volta o mais rápido possível enquanto dizia ao mesmo tempo suas falas o mais rápido possível. Qualquer hesitação, insulto ou linha perdida exigiria recomeçar. Foram necessárias vinte execuções sem erros. "[Ele] era meu instrutor de treinamento", disse Ermey sobre Vitali.:463
O plano de elenco original previa Anthony Michael Hall estrelando como o recruta Joker. Após oito meses de negociações, no entanto, o acordo entre Kubrick e Hall fracassou. Kubrick ofereceu a Bruce Willis o papel, mas o ator teve que recusar porque ele começaria a filmar os seis primeiros episódios de sua série de TV Moonlighting.

### Filmagens
Kubrick filmou o filme na Inglaterra: em Cambridgeshire, no Norfolk Broads e no antigo Millennium Mills em Newham (leste de Londres), e em Isle of Dogs. Um antigo forte da Força Aérea Real e depois uma base do Exército Britânico serviram como locações do campo de treinamento da Marinha Parris Island. Kubrick trabalhou a partir de fotografias de Huế, tiradas em 1968, e encontrou uma antiga área de propriedade da empresa de energia British Gas que se assemelhava a essas fotografias que estava para ser demolida; ele usou o local para ambientar Huế devastada após os ataques. Kubrick precisou demolir algumas edificações do local e o diretor de arte do filme usou uma bola de demolição para fazer buracos específicos em certos edifícios ao longo de dois meses. Originalmente, Kubrick tinha uma réplica de uma selva de plástico vinda da Califórnia, mas uma vez que ele olhou para ela ele desistiu de utiliza-la.
Kubrick adquiriu quatro tanques M41 de um coronel do exército belga que era admirador do trabalho do diretor e os helicópteros Westland Wessex conseguidos pela produção foram pintados de verde marinho para representar os helicópteros Sikorsky H-34 da marinha americana. Kubrick também obteve uma seleção de rifles, lançadores de granadas M79 e metralhadoras M60 de um revendedor de armas licenciado.
Modine descreveu as cenas de guerra do filme como difíceis: as locações anteriormente pertencentes a British Gas foi um pesadelo tóxico e ambiental para toda a equipe de filmagem; amianto e centenas de outros produtos químicos envenenaram o solo e o ar. Modine documenta detalhes das filmagens no local em seu livro Full Metal Jacket Diary, de 2005. Durante a sequência do treinamento, Modine e os outros atores-recrutas tiveram que suportar os rigores do treinamento do Corpo de Fuzileiros Navais, incluindo Ermey gritando com eles por 10 horas por dia durante as filmagens das cenas da Ilha Parris. Para garantir que as reações dos atores a Ermey fossem bastante autênticas o máximo possível, Ermey e os recrutas não ensaiaram juntos. Para continuidade do filme, cada ator teve que raspar a cabeça uma vez por semana. A certa altura, durante as filmagens, Ermey sofreu um acidente de carro, quebrou todas as costelas de um lado e ficou fora da produção do filme por quatro meses e meio.
A cena da morte de Cowboy mostra um edifício ao fundo que se assemelha ao famoso monólito alienígena em 2001: A Space Odyssey de 1968, também dirigido por Kubrick. O diretor descreveu a semelhança como um "acidente extraordinário".
Durante as filmagens, Hasford pensou em tomar uma ação legal sobre os créditos de escrita; originalmente, os cineastas pretendiam que Hasford recebesse um crédito por "diálogos adicionais", mas ele lutou e acabou recebendo o crédito como roteirista junto com Kubrick e Herr.
A filha de Kubrick, Vivian (que, juntamente com o pai, apareceu numa rápida aparição não creditada no filme) circulava durante as filmagens de Nascido para Matar. Ela filmou dezoito horas de cenas dos bastidores para fazer um possível documentário "making-of" semelhante ao seu documentário anterior sobre The Shining (1980), também de Kubrick, mas, nesse caso, acabou não fazendo o filme. Trechos desse trabalho podem ser vistos no documentário Stanley Kubrick's Boxes, de 2008.

## Temas

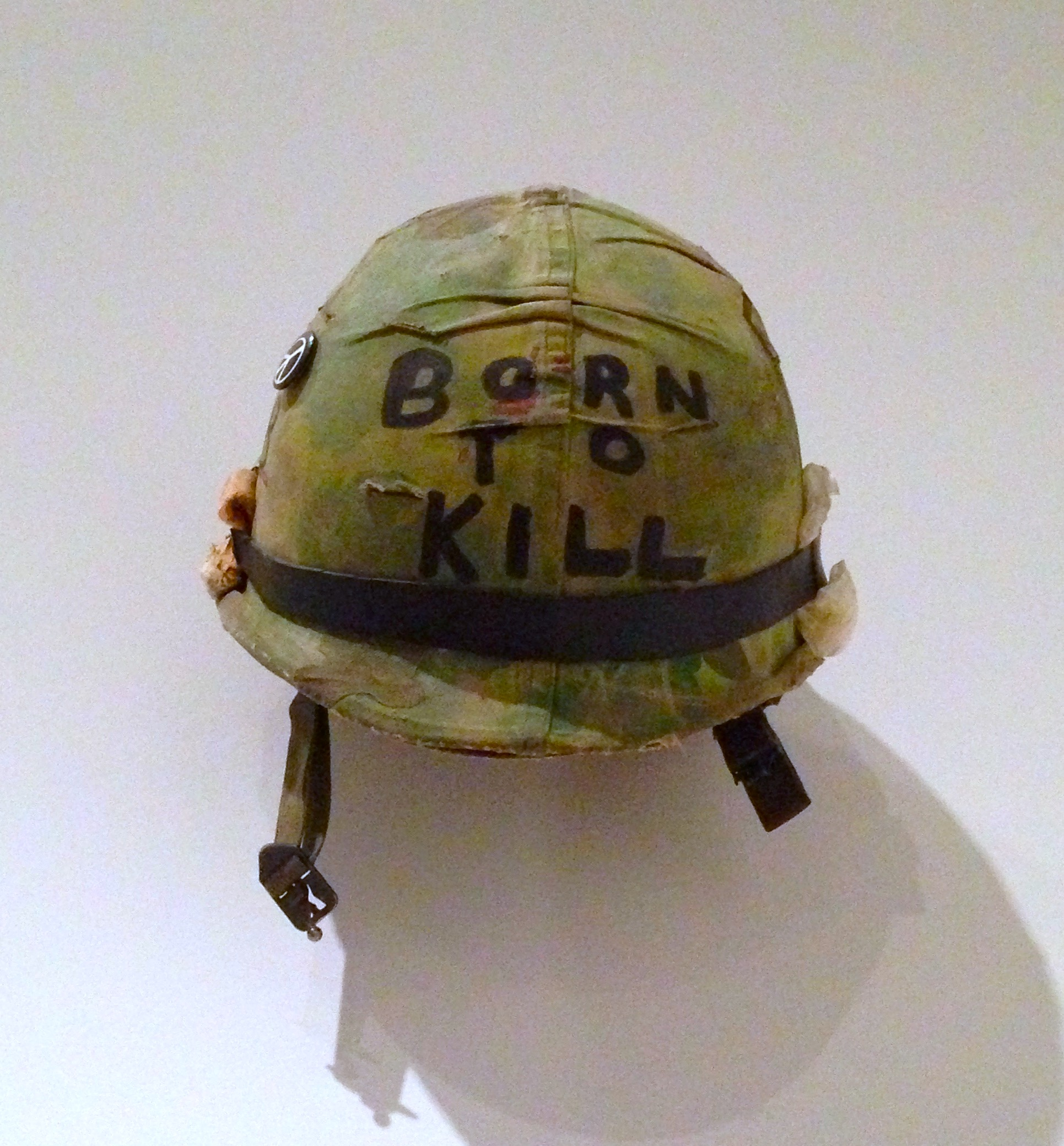
Capacete do soldado Joker onde se vê a inscrição "Born to kill" ("Nascido para matar")

Comparado aos outros trabalhos de Kubrick, os temas de Nascido para Matar receberam pouca atenção de críticos e revisores. O ensaio de Michael Pursell, Full Metal Jacket: The Unraveling of Patriarchy (1988), foi uma consideração profunda e precoce da estrutura de duas partes do filme e sua crítica à masculinidade, argumentando que o filme mostra "guerra e pornografia como facetas do mesmo sistema".
A maioria das críticas se concentrou em temas militares de controle mental na seção de treinamento do alojamento militar, enquanto se considerava a segunda metade do filme mais confusa e desarticulada em termos de conteúdo. Rita Kempley, do jornal The Washington Post, escreveu: "é como se eles pegassem emprestado todos os filmes de guerra para fazer este final eclético". O crítico de cinema Roger Ebert disse: "O filme se desintegra em uma série de peças independentes, nenhuma delas bastante satisfatória"; Julian Rice, em seu livro Kubrick's Hope (2008), vê a segunda parte do filme como continuando a jornada psíquica de Joker na tentativa de enfrentar o mal humano.
Tony Lucia, em sua resenha de 5 de julho de 1987 de Nascido para Matar para a revista Reading Eagle, analisou os temas da carreira de Kubrick, sugerindo que "o elemento unificador pode ser o homem comum, pouco conhecido por situações muito vastas e imponentes para lidar"; Lucia refere-se especificamente à "mentalidade militar" deste filme. Ele disse ainda que o tema abordava "um homem testando-se contra suas próprias limitações" e concluiu: "Nascido para Matar é o capítulo mais recente de um filme em andamento que não é apenas um comentário sobre nosso tempo ou passado, mas sobre algo que vai além".
O crítico britânico Gilbert Adair escreveu: "A abordagem de Kubrick à linguagem sempre foi de natureza redutora e intransigente determinística. Ele parece vê-la como o produto exclusivo do condicionamento ambiental, apenas muito marginalmente influenciado por conceitos de subjetividade e interioridade, por todos os caprichos, sombras e modulações da expressão pessoal".

## Músicas e trilha sonora
Vivian Kubrick, sob o pseudônimo "Abigail Mead", escreveu a trilha sonora do filme. De acordo com uma entrevista, publicada na edição de janeiro de 1988 da revista Keyboard, o filme foi gravado principalmente com um sintetizador Fairlight CMI e um Synclavier. Para as canções contemporâneas, Kubrick pesquisou por diversas listas "Top 100" da Billboard dos anos entre 1962 e 1968 e tentou empregar muitas canções no filme, mas segundo ele próprio, "às vezes o alcance dinâmico da música era muito grande e nós não poderíamos trabalhar com diálogo utilizando-as".
Após sua pesquisa, as músicas escolhidas para serem utilizadas no filme foram:
- "Hello Vietnam" - Johnnie Wright
- "Chapel of Love" - The Dixie Cups
- "Wooly Bully" - Sam the Sham
- "I Like It Like That" - Chris Kenner
- "These Boots Are Made for Walkin'" - Nancy Sinatra
- "Surfin' Bird" - The Trashmen
- "Hino do Corpo de Fuzileiros Navais" - Goldman Band
- "Paint It, Black" - The Rolling Stones

Um single "Full Metal Jacket (I Wanna Be Your Drill Instructor)", creditado a Mead e Nigel Goulding, foi lançado para promover o filme. O single alcançou o número dois nas paradas pop do Reino Unido.

## Lançamento

### Desempenho comercial
Nascido para Matar recebeu um lançamento limitado em 26 de junho de 1987, em 215 cinemas dos Estados Unidos. Seu fim de semana de abertura fez o filme acumular US$ 2.217.307 de bilheteria, uma média de US$ 10.313 por sala, classificando-o como o filme número 10 no fim de semana de 26 a 28 de junho. Com o passar dos dias, o filme arrecadou mais US$ 2.002.890, totalizando US$ 5.655.225, antes de ser lançado amplamente em 10 de julho de 1987, em 881 cinemas (um aumento de 666 salas). O fim de semana de 10 a 12 de julho fez o filme arrecadar US$ 6.079.963, uma média de US$ 6.901 por sala, tornando-o a segunda maior bilheteria daquele fim de semana. Nas quatro semanas seguintes, o filme estreou em mais 194 cinemas, com um lançamento mais amplo em 1.075 salas, antes de sair de cartaz duas semanas depois, com um total de US$ 46.357.676, tornando-o a vigésima terceira maior bilheteria de 1987. Em 1998, considerando ajustes da inflação, o filme havia arrecadado US$ 120 milhões de receita em todo o mundo.

### Recepção crítica

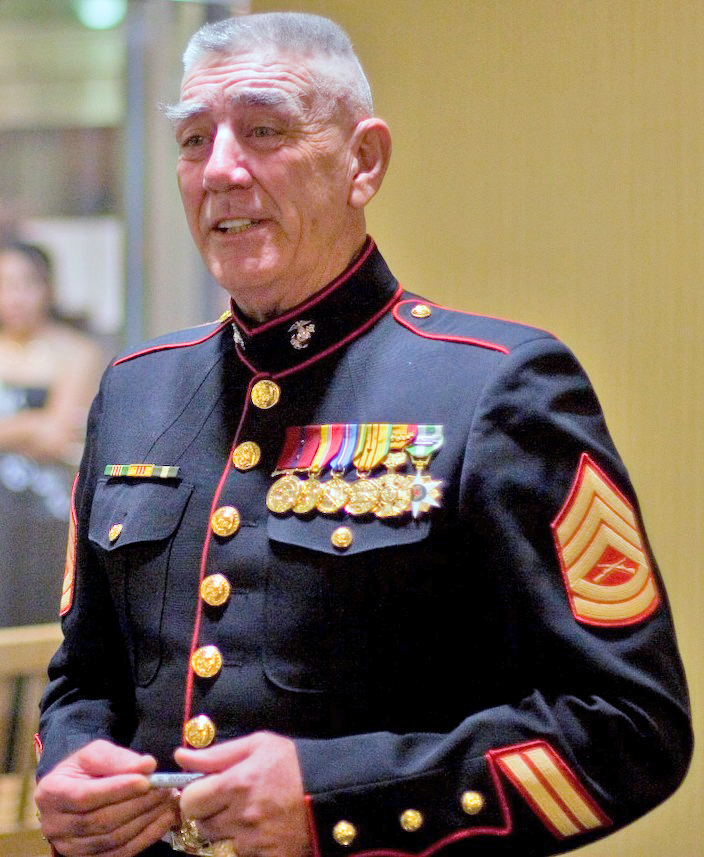
Lee Ermey foi elogiado por vários críticos por sua atuação como o tenente linha-dura Hartman.

O site agregador de críticas Rotten Tomatoes dá ao filme 91% de aprovação, com base em críticas de 78 usuários e uma classificação média de 8,31/10 sob o seguinte consenso crítico: "Intenso, rigidamente construído e sombriamente cômico às vezes, Nascido para Matar de Stanley Kubrick pode não apresentar os temas mais originais, mas é extremamente eficaz em comunicá-los".No outro agregador Metacritic, o filme obteve uma pontuação 76/100, o que indica críticas "geralmente positivas" (com base em 19 revisões). As resenhas sobre o filme geralmente reagiram favoravelmente ao elenco, com amplo destaque para Ermey nas cenas do alojamento militar, mas várias críticas foram negativas em relação à segunda parte do filme no Vietnã, a qual foi considerada como tendo uma mensagem moral "confusa".[carece de fontes?]
Richard Corliss, da revista Time, chamou o filme de "nocaute técnico", elogiando "o humor selvagem e desesperado do diálogo; a ousadia de escolher uma escaramuça desultórica para mostrar a inutilidade da guerra" e "as boas e grandes performances de quase todos os atores", acreditando, na época, que Ermey e D'Onofrio receberiam indicações ao Oscar. Corliss também apreciou "a elegância e precisão olímpica dos filmes de Kubrick". Ian Nathan, crítico de cinema da revista Empire, premiou o filme com 3 de 5 estrelas, dizendo que é "inconsistente" e descrevendo-o como "ao mesmo tempo poderoso e frustrante"; Nathan sentiu que, depois de deixar o ato de abertura após o treinamento de recrutamento, o filme se tornou "desprovido de propósito", mas resumiu sua crítica, chamando-o de "um esforço 'Kubrickiano' vigoroso que aquece você com visões repetidas". Nathan também elogiou o "desempenho impressionante" de Ermey. Vincent Canby, do The New York Times chamou de "angustiante, bonito e caracteristicamente excêntrico"; Canby ecoou elogios a Ermey, chamando-o de "a impressionante surpresa do filme... ele é tão bom, tão obcecado, que você pode pensar que ele escreveu suas próprias falas". Canby também disse que a performance de D'Onofrio deveria ser admirada, além de chamar Modine de "um dos melhores e mais adaptáveis jovens atores de cinema de sua geração"; Canby, por fim, concluiu dizendo que Nascido para Matar é "um filme de imaginação imensa e muito rara".[carece de fontes?]
Nem todas as críticas foram positivas. O crítico do jornal Chicago Sun-Times, Roger Ebert, manteve uma visão dissidente, chamando o filme de "estranhamente disforme" e premiando-o com duas estrelas e meia de quatro; Ebert chamou de "um dos filmes de guerra com cenários mais bonitos já feitos", mas achou que isso não foi suficiente para competir com a "incrível realidade de Platoon, Apocalypse Now e The Deer Hunter". Ebert também criticou a segunda parte do filme ambientada no Vietnã, dizendo que o "filme se desintegra em uma série de peças independentes, nenhuma delas bastante satisfatória". No entanto, Ebert também elogiou Ermey e D'Onofrio, dizendo que "essas são as duas melhores performances do filme e que ambos os atores jamais conseguiram repetir tamanha performance em outras produções". Essa crítica irritou Gene Siskel em seu programa de televisão At The Movies, onde ele criticou Ebert por gostar mais de Benji the Hunted (que estreou três semanas antes nos cinemas) do que Nascido para Matar. A revista londrina Time Out também contestou o filme, dizendo que "a direção de Kubrick é tão fria e manipuladora quanto o regime que ela representa" e chamou os personagens do longa de "subdesenvolvidos".[carece de fontes?]
O canal de televisão britânico Channel 4 colocou Nascido para Matar na quinta posição em sua lista de melhores filmes de guerra já feitos. Em 2008, a Empire colocou o filme na posição #457 em sua lista dos 500 Maiores Filmes de Todos os Tempos.[carece de fontes?]

## Prêmios e indicações
Oscar 1988 (EUA)
- Indicado na categoria de melhor roteiro adaptado.

BAFTA 1988 (Reino Unido)
- Indicado nas categorias de melhor som e melhor efeitos especiais.

Prêmio David Di Donatello 1988 (Itália)
- Venceu na categoria de melhor produção estrangeira.

Globo de Ouro 1988 (EUA)
- Indicado na categoria de melhor ator coadjuvante de cinema (R. Lee Ermey).

Academia Japonesa de Cinema 1989 (Japão)
- Indicado na categoria de melhor filme estrangeiro.